# Kulbrinte
I kemien er en kulbrinte, carbonhydrid eller hydrocarbon et organisk stof, der udelukkende består af kulstof og brint. Det er fælles for disse stoffer, at de er bygget over et skelet af kulstof, hvortil brintatomerne er bundet. Kulstofskelettet kan være en forgrenet eller uforgrenet kæde af kulstofatomer (se alifatiske stoffer) eller ringe af kulstofatomer (se aromatiske stoffer). Kulbrinter findes i stor mængde som fossile brændstoffer og indgår som en vigtig del af kulstofkredsløbet.
Metan (naturgas) er den mest simple kulbrinte med kun ét kulstofatom og fire brintatomer (CH4), mens ethan er har to kulstofatomer, der er bundet til hinanden, og som hver har tre brintatomer bundet til sig (C2H6). Begge disse hører under gruppen af alkaner.
Kulbrinterne kan inddeles i tre hovedgrupper.
- Aromatiske kulbrinter, der har mindst én aromatisk ring (som en benzenring) ud over, hvad de ellers har af bindinger
- Mættede kulbrinter (også kendt som alkaner), der hverken har dobbelte, tredobbelte eller aromatiske bindinger
- Umættede kulbrinter, der har én eller flere dobbelt- eller trippelbindinger mellem kulstofatomerne. De umættede kulbrinter inddeles yderligere i alkener og alkyner.

Flydende kulbrinter findes i stor mængde som fossile brændstoffer, der hentes op af undergrunden, og kaldes olier (tidligere "stenolier"), mens de tilsvarende gasser kaldes naturgasser. Begge typer er vigtige som brændstof og som råstof i fremstilling af organiske forbindelser, så som plasticstoffer (polymerer), voks og olieprodukter. Kulstofkredsløbet beskriver bl.a. forbrændingen af de fossile brændstoffer til kuldioxid, jf. global opvarmning. Kulbrinterne bidrager også i form af forbrændingsprodukter til skabelsen af typiske storbyproblematikker som smog, den generelle forurening af atmosfæren, og til nedbrydningen af ozonlaget.

## Ekstern henvisning
- Grafisk fremstilling af verdens ressourcer af kulbrinter, produktion og forbrug Arkiveret 29. juli 2013 hos  Wayback Machine
- Stor flod af kulbrinter fundet på Saturns måne Titan. Videnskab.dk 2012 Arkiveret 15. august 2017 hos  Wayback Machine